# Нове Поддуб'є
Нове Поддуб'є (рос. Новое Поддубье) — присілок у Гатчинському районі Ленінградської області Російської Федерації.
Населення становить 32 особи. Належить до муніципального утворення Рождественське сільське поселення.

## Географія
Населений пункт розташований на південній околиці міста Санкт-Петербурга.

## Історія
Згідно із законом від 16 грудня 2004 року № 113—оз належить до муніципального утворення Рождественське сільське поселення.

## Населення
| 1838 | 1862 | 1928 | 1958 | 1997 | 2002 | 2007 |
| ---- | ---- | ---- | ---- | ---- | ---- | ---- |
| 99   | ↗111 | ↗446 | ↘141 | ↘43  | ↘25  | ↗31  |
| 2010 | 2011 | 2017 |      |      |      |      |
| ↗40  | ↘34  | ↘32  |      |      |      |      |